# أسكفة نافذة
1. أسكفة
2. عتبة

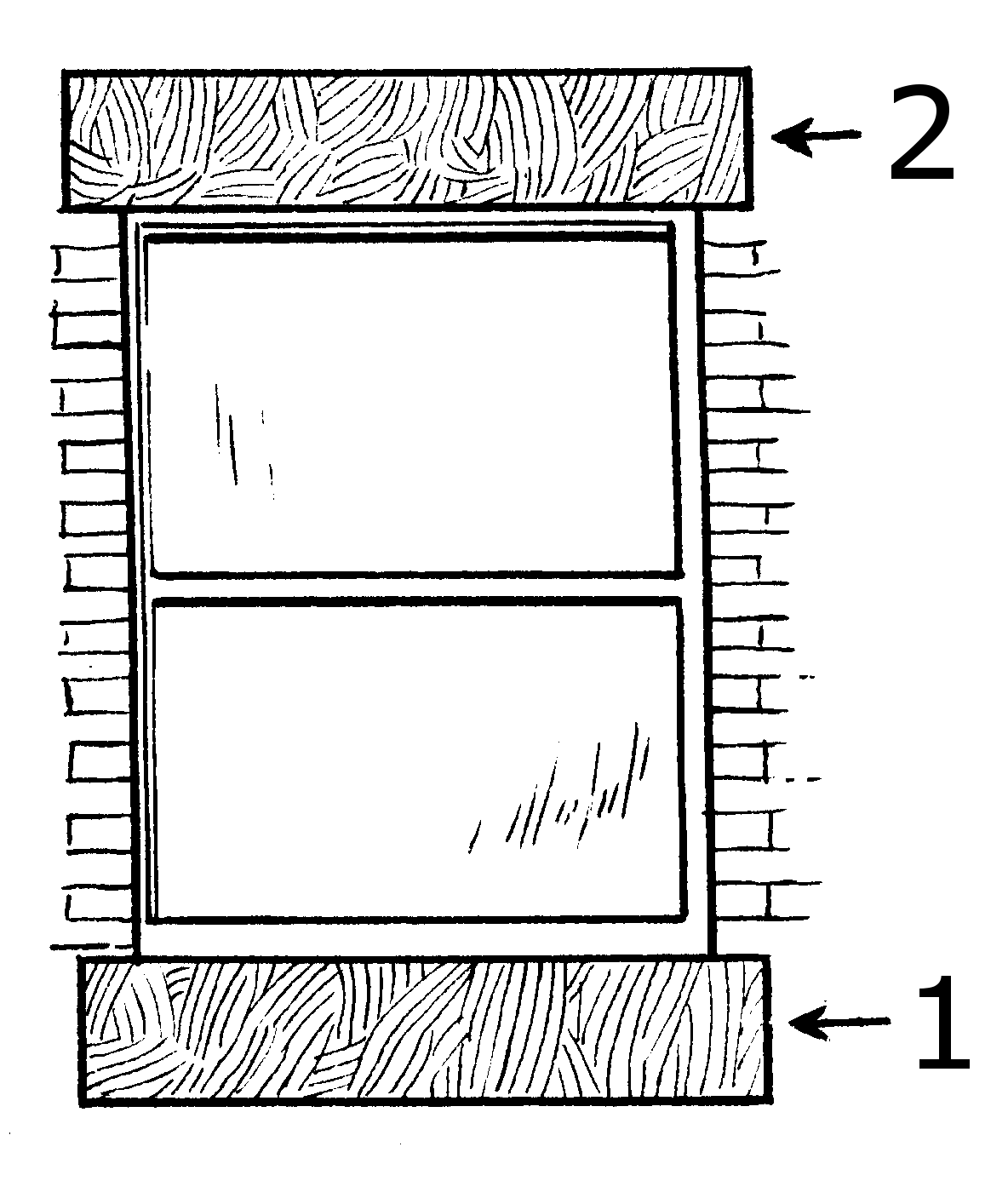

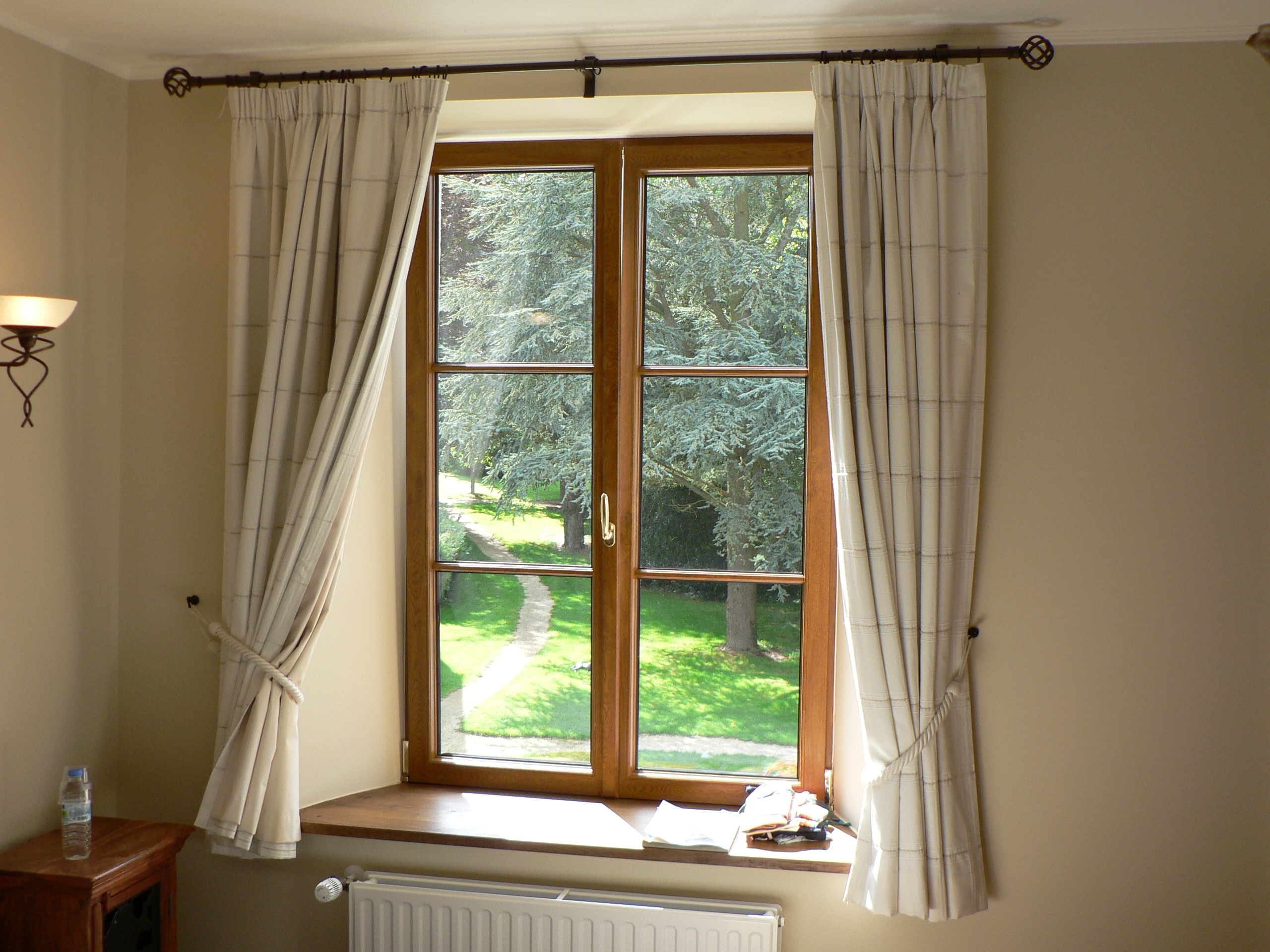
كتب موضوعة على أسكفة النافذة الداخلية

أُسكُفَّة النافذة هي الهيكل الأفقي أو السطح الموجود في الجزء الأسفل من النافذة. تعمل أُسكفات النوافذ على الدعم الهيكلي للنافذة وإبقائها في مكانها.
يوفر الجزء الخارجي من أسكفة النافذة آلية لإبعاد مياه الأمطار عن الجدار عند فتح النافذة. لذلك عادةً ما تميل أسكفات النوافذ قليلاً لأسفل بعيدًا عن النافذة والجدا، وغالبًا ما تمتد إلى ما وراء الوجه الخارجي للجدار لذلك يتساقط الماء بدلاً من الجري على الحائط.